# Castagnola (Fraconalto)
Castagnola è una frazione di Fraconalto in provincia di Alessandria, poco lontano dalla Liguria e dal passo della Castagnola. La frazione si trova su un colle che domina il rio Traversa che a Borgo Fornari sfocia nello Scrivia.

## Storia
La chiesa dei Santi Bernardo Abate e Lorenzo Martire venne costruita è nota dal 1222 come parte della diocesi di Tortona, ma poi nel 1255 passò all'arcidiocesi di Genova a cui appartiene tuttora, ma il centro abitato venne fondato nel 1563 dalla Repubblica di Genova come castellano, a metà strada tra la strada per il passo della Bocchetta e la strada di fondovalle dello Scrivia.
Nel 1683 un incendio distrusse la chiesa che venne ricostruita l'anno dopo.
La frazione seguì le sorti della Repubblica di Genova e poi della Liguria fino al 1859, quando con il decreto Rattazzi passò con l'intera provincia di Novi dalla Liguria al Piemonte alla provincia di Alessandria.

## Distanze
- Genova 40 km
- Genova-Pontedecimo 20 km
- Alessandria 60 km
- Fraconalto (AL) 2,7 km
- Voltaggio (AL) 7,4 km
- Gavi (AL) 15 km
- Arquata Scrivia (AL) 23 km
- Novi Ligure (AL) 26 km
- Busalla (GE) 7,7 km
- Borgo Fornari (GE) 5,4 km
- Ronco Scrivia (GE) 10 km

## Fonti
- Santi Bernardo Abate e Lorenzo Martire della Castagnola, su diocesi.genova.it (archiviato dall'url originale l'11 maggio 2006).
- Giuseppe Garibaldi, Genova, Levante ed Entroterra - uno sguardo geografico, AIIG Liguria, Imperia 2010 pagg. 248-251